# Aeroportul Kalmar
Aeroportul Kalmar (în suedeză Kalmar flygplats) (IATA: KLR, ICAO: ESMQ) este un aeroport din Comuna Kalmar, Kalmar län, Suedia ce deservește zona Kalmar. Aeroportul a fost tranzitat în 2022 de 106.136 de pasageri. A fost deschis în 1957 și numit după zona deservită.
Situat la o altitudine de 5 m, aeroportul dispune de 2 piste. Este operat de Comuna Kalmar.

## Infrastructură

### Piste
Aeroportul dispune de 2 piste. Pista 16/34 are suprafața de asfalt și dimensiunile 2.050 m × 45 m. Pista 05/23 are suprafața de asfalt și dimensiunile 664 m × 40 m. 